# Crocker V-Twin

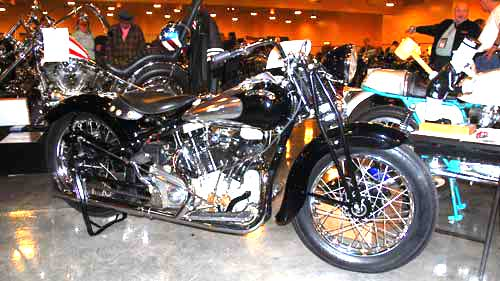
Crocker V-Twin

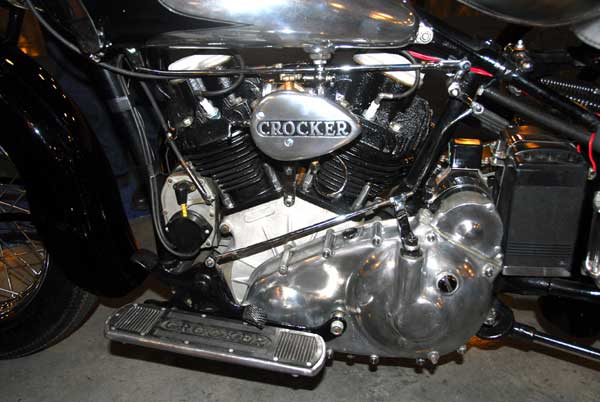
Crocker-Motor

Die Crocker V-Twin von 1936 bis 1940 war seinerzeit das leistungsstärkste Zweizylinder-Motorrad der Vereinigten Staaten. Die Crocker gilt als die Duesenberg unter den amerikanischen Motorrädern.

## Entwicklung und Technik
Albert Crocker (1882–1961), seit 1913 Indian-Vertriebsleiter in Denver, entwickelte ab 1931 eigene Motorräder mit Indian-Motoren; 1933 konstruierte er auf der Basis des JAP-Einbaumotors einen OHV-Einzylinder-Motor mit 30,5 ci (~500 cm³) Hubraum. 1934 gründete Crocker in Los Angeles, Venice Boulevard, die Crocker Motorcycle Co., um die selbst entwickelten Motorräder zu vermarkten. Diese für Speedway-Rennen benutzten Maschinen waren recht erfolgreich.
1936, kurz nach der Präsentation von Harley-Davidsons Knucklehead-Motor, stellte Crocker eine 61-ci-Maschine (~1000 cm³ Hubraum) mit Zweizylinder-V-Motor vor. Der OHV-Motor mit Trockensumpfschmierung und Batterie-Spulenzündung leistete bei einer Verdichtung von 7,5:1 für die damalige Zeit sensationelle 50 PS (36,8 kW) bei 5.800 min−1. Die 215 kg leichte Maschine mit 18-Zoll-Reifen und einem Radstand von 148,6 cm hatte ein Dreiganggetriebe und wurde für 550 US-Dollar zum Kauf angeboten.
Crocker war als Motorradhersteller ein Pedant, der ähnlich wie der damalige englische Hersteller Brough Superior ein hohes Qualitätsniveau erreichte; nahezu alle Teile stellte Crocker selbst her. Durch die Einzelanfertigung konnte Crocker auch auf die Kundenwünsche nach Hubraumvergrößerung eingehen. Crocker konnte Motoren mit 68 ci (~1114 cm³) bis zuletzt 83,5 ci (~1370 cm³) liefern; kaum eine Crocker gleicht der anderen. Crocker warb mit dem Versprechen, den vollen Kaufpreis zurückzuerstatten, falls ein Crocker-Fahrer auf freier Strecke jemals von Indian- oder Harley-Davidson-Motorrädern überholt werden sollte. Das Exemplar von Otis Chandler soll bei einer Leistung von 55 PS (40,5 kW) eine Geschwindigkeit von 193 km/h erreicht haben. Sam Parriot übertraf dies mit einer getunten Crocker und soll eine Höchstgeschwindigkeit von 223,7 km/h erzielt haben.

## Exemplare und heutiger Wert
Über die Anzahl der hergestellten Motorräder gibt es unterschiedliche Angaben. Crocker selbst zählte 60 Exemplare, sein Cheftechniker Paul A. Bigsby 64 Maschinen. Nach den Motornummern zu urteilen, können es auch 300 Exemplare gewesen sein; heute sollen noch 49 Crocker V-Twin existieren.
Die Crocker V-Twin gilt heute als eines der teuersten und auch begehrtesten Modelle für US-amerikanische Sammler. Bereits 2006 wurde eine Crocker aus den Beständen von Steve McQueen für 276.500 US-Dollar verkauft. Im August 2012 wurden von drei Crocker der Baujahre 1937–1940 bei Bonhams eine für 291.000 sowie zwei für je 302.000 US-Dollar versteigert.